# 岩手県の市町村旗一覧
岩手県の市町村旗一覧（いわてけんのしちょうそんきいちらん）は、岩手県内の市町村に制定されている、あるいは制定されていた市町村旗の一覧である。なお、一覧の順序は全国地方公共団体コード順による。廃止された市町村旗は廃止日から順に掲載している。

## 市部
| 市         | 市旗    | 制定有無 | 制定日        | 旗の色                                                                                        | 備考                                                            |
| ---------- | ------- | -------- | ------------- | --------------------------------------------------------------------------------------------- | --------------------------------------------------------------- |
| 盛岡市     |         | あり     | 1968年11月3日 | 地色は緑色であり、紋章は白色が指定されている                                                  |                                                                 |
| 釜石市     | (1) (2) | なし     | なし          | 1:地色は青色であり、紋章は白色が指定されている 2:地色は白色であり、紋章は赤色が指定されている |                                                                 |
| 宮古市     |         | なし     | なし          | 地色は紺色であり、紋章は白色が指定されている                                                  | 旧・宮古市制時の1942年6月20日に制定され、新制施行後に継承される |
| 一関市     |         | なし     | なし          | 地色は白色であり、紋章は指定色が指定されている                                                | 2代目の市旗である                                               |
| 大船渡市   |         | なし     | なし          | 地色は紫色であり、紋章は白色が指定されている                                                  |                                                                 |
| 花巻市     |         | あり     | 2006年1月1日  | 地色は白色であり、紋章は指定色が指定されている                                                | 2代目の市旗である                                               |
| 北上市     |         | なし     | なし          | 地色は白色であり、紋章は指定色が指定されている                                                | 2代目の市旗である                                               |
| 久慈市     |         | なし     | なし          | 地色は白色であり、紋章は指定色が指定されている                                                | 2代目の市旗である                                               |
| 遠野市     |         | あり     | 2006年6月1日  | 地色は緑色であり、紋章は白色が指定されている                                                  | 旧・遠野市制時の1986年10月1日に制定され、新制施行後に継承される |
| 陸前高田市 |         | なし     | なし          | 地色は赤茶色であり、紋章は黄色が指定されている                                                |                                                                 |
| 二戸市     |         | あり     | 2006年1月1日  | 地色は白色であり、紋章は赤色が指定されている                                                  | 2代目の市旗である                                               |
| 八幡平市   |         | あり     | 2005年9月1日  | 地色は白色であり、紋章は指定色が指定されている                                                |                                                                 |
| 奥州市     |         | なし     | なし          | 地色は白色であり、紋章は指定色が指定されている                                                |                                                                 |
| 滝沢市     |         | なし     | なし          | 地色は緑色であり、紋章は黄色が指定されている                                                  |                                                                 |

## 町村部
| 郡       | 町村     | 町村旗 | 制定有無 | 制定日        | 旗の色                                               | 備考 |
| -------- | -------- | ------ | -------- | ------------- | ---------------------------------------------------- | ---- |
| 岩手郡   | 雫石町   |        | なし     | なし          | 地色は海老茶色であり、紋章は白色が指定されている     |      |
| 岩手郡   | 葛巻町   |        | なし     | なし          | 地色は紫色であり、紋章は白色が指定されている         |      |
| 岩手郡   | 岩手町   |        | なし     | なし          | 地色は緑色であり、紋章は白色が指定されている         |      |
| 紫波郡   | 紫波町   |        | なし     | なし          | 地色は白色であり、紋章は黒色が指定されている         |      |
| 紫波郡   | 矢巾町   |        | なし     | なし          | 地色は緑色であり、紋章は白色が指定されている         |      |
| 和賀郡   | 西和賀町 |        | あり     | 2005年11月1日 | 地色は白色であり、紋章は指定色が指定されている       |      |
| 胆沢郡   | 金ケ崎町 |        | なし     | なし          | 地色は緑色であり、紋章は白色が指定されている         |      |
| 西磐井郡 | 平泉町   |        | なし     | なし          | 地色は白色であり、紋章は臙脂色が指定されている       |      |
| 気仙郡   | 住田町   |        | なし     | なし          | 地色は臙脂色であり、紋章は黄色が指定されている       |      |
| 上閉伊郡 | 大槌町   |        | なし     | なし          | 地色は臙脂色であり、紋章は白色と青色が指定されている |      |
| 下閉伊郡 | 山田町   |        | あり     | 1970年11月2日 | 地色は青色であり、紋章は白色が指定されている         |      |
| 下閉伊郡 | 岩泉町   |        | なし     | なし          | 地色は臙脂色であり、紋章は黄色が指定されている       |      |
| 下閉伊郡 | 田野畑村 |        | なし     | なし          | 地色は紫色であり、紋章は白色が指定されている         |      |
| 下閉伊郡 | 普代村   |        | なし     | なし          | 地色は緑色であり、紋章は白色が指定されている         |      |
| 九戸郡   | 軽米町   |        | なし     | なし          | 地色は緑色であり、紋章は白色が指定されている         |      |
| 九戸郡   | 野田村   |        | なし     | なし          | 地色は白色であり、紋章は水色が指定されている         |      |
| 九戸郡   | 九戸村   |        | なし     | なし          | 地色は青色であり、紋章は白色が指定されている         |      |
| 九戸郡   | 洋野町   |        | なし     | なし          | 地色はクリーム色であり、紋章は指定色が指定されている |      |
| 二戸郡   | 一戸町   |        | なし     | なし          | 地色は緑色であり、紋章は白色が指定されている         |      |

## 廃止された市町村旗
| 市郡     | 町村     | 町村旗 | 制定有無 | 制定日         | 廃止日         | 旗の色                                             | 備考                                                   |
| -------- | -------- | ------ | -------- | -------------- | -------------- | -------------------------------------------------- | ------------------------------------------------------ |
| 二戸郡   | 福岡町   |        | なし     | 1956年10月     | 1972年4月1日   | -                                                  |                                                        |
| 二戸郡   | 金田一村 |        | なし     | なし           | 1972年4月1日   | -                                                  |                                                        |
| 岩手郡   | 玉山村   |        | なし     | なし           | 1974年6月1日   | -                                                  | 初代の村旗である                                       |
| 北上市   |          |        | なし     | なし           | 1991年4月1日   | 地色は臙脂色であり、紋章は白色が指定されている     | 初代の市旗である                                       |
| 和賀郡   | 和賀町   |        | なし     | なし           | 1991年4月1日   | -                                                  |                                                        |
| 和賀郡   | 江釣子村 |        | なし     | なし           | 1991年4月1日   | -                                                  |                                                        |
| 紫波郡   | 都南村   |        | なし     | なし           | 1992年4月1日   | -                                                  |                                                        |
| 気仙郡   | 三陸町   |        | なし     | なし           | 2001年11月15日 | -                                                  |                                                        |
| 下閉伊郡 | 田老町   |        | なし     | なし           | 2005年6月6日   | -                                                  |                                                        |
| 下閉伊郡 | 新里村   |        | なし     | なし           | 2005年6月6日   | -                                                  |                                                        |
| 岩手郡   | 西根町   |        | なし     | なし           | 2005年9月1日   | -                                                  |                                                        |
| 岩手郡   | 松尾村   |        | あり     | 1969年7月31日  | 2005年9月1日   | 地色は海老茶色であり、紋章は白色が指定されている   | 1969年4月1日に施行された                               |
| 岩手郡   | 安代町   |        | なし     | なし           | 2005年9月1日   | -                                                  |                                                        |
| 一関市   |          |        | なし     | なし           | 2005年9月20日  | 地色は紺色であり、紋章は白色が指定されている       | 初代の市旗である                                       |
| 西磐井郡 | 花泉町   |        | なし     | なし           | 2005年9月20日  | 地色は臙脂色であり、紋章は白色が指定されている     |                                                        |
| 東磐井郡 | 大東町   |        | なし     | なし           | 2005年9月20日  | 地色は紫色であり、紋章は白色が指定されている       |                                                        |
| 東磐井郡 | 千厩町   |        | なし     | なし           | 2005年9月20日  | 地色は紫色であり、紋章は白色が指定されている       |                                                        |
| 東磐井郡 | 東山町   |        | なし     | なし           | 2005年9月20日  | 地色は臙脂色であり、紋章は白色が指定されている     |                                                        |
| 東磐井郡 | 室根村   |        | なし     | なし           | 2005年9月20日  | 地色は青色であり、紋章は白色が指定されている       |                                                        |
| 東磐井郡 | 川崎村   |        | なし     | なし           | 2005年9月20日  | 地色は臙脂色であり、紋章は白色が指定されている     |                                                        |
| 上閉伊郡 | 宮守村   |        | 未制定   | 未制定         | 2005年10月1日  | 地色は臙脂色であり、紋章は白色が指定されている     |                                                        |
| 和賀郡   | 湯田町   |        | あり     | 1964年8月1日   | 2005年11月1日  | 地色は濃青色であり、紋章は赤味黄色が指定されている | 右下に「湯田町」を白抜きにして太ゴシック体で配している |
| 和賀郡   | 沢内村   |        | あり     | 1966年4月1日   | 2005年11月1日  | 地色は深緑色であり、紋章は白色が指定されている     |                                                        |
| 花巻市   |          |        | あり     | 1970年12月26日 | 2006年1月1日   | 地色は白色であり、紋章は赤色が指定されている       | 初代の市旗である                                       |
| 稗貫郡   | 大迫町   |        | なし     | なし           | 2006年1月1日   | 地色は緑色であり、紋章は白色が指定されている       |                                                        |
| 稗貫郡   | 石鳥谷町 |        | なし     | なし           | 2006年1月1日   | 地色は紺色であり、紋章は白色が指定されている       |                                                        |
| 和賀郡   | 東和町   |        | なし     | なし           | 2006年1月1日   | 地色は紫色であり、紋章は白色が指定されている       |                                                        |
| 二戸市   |          |        | なし     | なし           | 2006年1月1日   | 慣例によって色を使い分けているので指定されていない | 初代の市旗である                                       |
| 二戸郡   | 浄法寺町 |        | なし     | なし           | 2006年1月1日   | 地色は青色であり、紋章は白色が指定されている       |                                                        |
| 九戸郡   | 種市町   |        | なし     | なし           | 2006年1月1日   | -                                                  |                                                        |
| 九戸郡   | 大野村   |        | なし     | なし           | 2006年1月1日   | 地色は緑色であり、紋章は白色が指定されている       |                                                        |
| 岩手郡   | 玉山村   |        | なし     | なし           | 2006年1月10日  | -                                                  |                                                        |
| 水沢市   |          |        | あり     | 1967年12月     | 2006年2月20日  | 地色は水色であり、紋章は白色が指定されている       |                                                        |
| 江刺市   |          |        | なし     | なし           | 2006年2月20日  | 地色は白色であり、紋章は赤色が指定されている       |                                                        |
| 西磐井郡 | 胆沢町   |        | なし     | なし           | 2006年2月20日  | 地色は白色であり、紋章は青色が指定されている       |                                                        |
| 西磐井郡 | 前沢町   |        | なし     | なし           | 2006年2月20日  | 地色は青色であり、紋章は白色が指定されている       |                                                        |
| 西磐井郡 | 衣川村   |        | なし     | なし           | 2006年2月20日  | 地色は緑色であり、紋章は白色が指定されている       |                                                        |
| 久慈市   |          |        | なし     | なし           | 2006年3月6日   | 地色は白色であり、紋章は紺色が指定されている       | 初代の市旗である                                       |
| 九戸郡   | 山形村   |        | なし     | なし           | 2006年3月6日   | 地色は緑色であり、紋章は白色が指定されている       |                                                        |
| 下閉伊郡 | 川井村   |        | なし     | なし           | 2010年1月1日   | -                                                  |                                                        |
| 東磐井郡 | 藤沢町   |        | なし     | なし           | 2011年9月26日  | 地色は紫色であり、紋章は白色が指定されている       |                                                        |